# Jászói-barlang
A Jászói-barlang (szlovákul: Jasovská jaskyňa) a Szlovák Karszt Nemzeti Parkban található, Jászó határában, a Mecenzéfi-dombságon. Egyike azoknak a barlangoknak, amelyek az Aggteleki-karszt és a Szlovák-karszt barlangjai részeként a világörökség listáján szerepelnek.
Írásos emlékek már a 13. században is említik a barlangot, de a közeli premontrei kolostor szerzetesei csak 1846-ban tették lehetővé látogatását. A falakon több felirat található, amelyek közül a legrégebbi 1452-ből származik, és Brandeisi Giskra Jánosnak a losonci csatában Hunyadi János felett aratott győzelméről szól. 
A 2811 m hosszú barlangot a középtriász időben vájták ki a Bódva folyó felszín alatti vízfolyásai. Gazdag és változatos cseppkődíszítése fehér, szürkésbarna és barnásvörös színekben pompázik. A barlangba egy 314 fokos lépcsősoron lehet lejutni.